# The Huffington Post (États-Unis)
Pour les éditions internationales, voir HuffPost
The Huffington Post est un journal d'information américain publié exclusivement sur Internet fondé par Arianna Huffington, Kenneth Lerer (en) et Jonah Peretti (en), et faisant appel à de nombreuses collaborations et sources externes.
Le Huffington Post couvre un large éventail de domaines : actualité, politique, culture, divertissement, médias, religion, vie quotidienne, affaires, etc. Il a été mis en ligne le 9 mai 2005, pour offrir une réponse progressiste (liberal en anglais) à d'autres sites comme Drudge Report. 

## Historique
Le site a été acheté en février 2011 par America Online (AOL) pour la somme de 315 millions de dollars américains,,.
Le site lance une web TV aux États-Unis, le « HuffPost live », le 13 août 2012.
En avril 2011, le site fait face à un recours collectif de blogueurs qui réclament une rémunération pour le contenu qu'ils y ont publié.

## Auteurs
- Alec Baldwin
- Bruce Cohen
- John Conyers
- Richard Dawkins
- Alan Dershowitz
- Howard Fineman
- Larry Gelbart
- Johann Hari
- Gary Hart
- Jesse Jackson
- Alicia Keys
- Yoko Ono
- Robert Reich
- Bernie Sanders
- Yoani Sánchez
- Al Sharpton
- Harry Shearer
- Anne Sinclair
- Cenk Uygur (en)
- Sigourney Weaver
- Bradley Whitford

## Annexe